# 老挝君主列表
寮國在最早的時候國號為瀾滄（中文古籍稱之為南掌），是老龍族人法昂建立的一個王國。到西塞塔提臘國王在位(逃避缅甸入侵)，瀾滄王國國都從琅勃拉邦，搬遷至萬象。蘇里亞·旺薩在位期間，瀾滄國勢達到全盛。1707年，蘇里亞·旺薩逝世，諸王子爭奪王位，寮國分裂成萬象、琅勃拉邦和占巴塞三個小王國。
以下為寮國歷史上所有君主的名單。

## 瀾滄王國
以下為寮國歷史上的第一個國家——瀾滄王國的國王列表。瀾滄於1353年由法昂建立。末代國王蘇里亞·旺薩於1707年去世，王國分裂成萬象、琅勃拉邦和占巴塞三個小王國。
- 法昂 (Fangum) (1353-1372)
- 桑森泰（Samsenthai） (1372-1416) 法昂之子
- 兰坎登 （Lan Kham Deng） (1416-1428) 桑森泰之子
- 马哈代维 （Mahadevi） (1416-1428) 掌权王后的头衔，其名有争议，担任摄政
- 波马塔 （Phommathat） (1428-1429）统治10个月，兰坎登之子
- 坎登 (Khamteum) (1429) 桑森泰之子
- 尤空 （Yukhon，又名蒙赛，Meun Sai） (1429-1430) 统治8个月，桑森泰之子
- 孔坎 （Khong Kham） (1431-1432) 统治18个月，桑森泰之子
- 坎坦赛 （Kham Tem Sa） (1433) 统治5个月，桑森泰之子
- 凯·布瓦·班(Khai Bua Ban)(1435-1438) 桑森泰之孙
- 坎格(Kham Keut) (1436-1438) 桑森泰庶子

空位期(1438–41) 由将军和僧伽成员摄政
- 赛·狄·加普（Chaiyachakkapat-Phaenphaeo，明史称刀板雅） (Sao Tiakaphat) (1441-1478) 桑森泰之子

越南占领（1478-1479)
- 梭发那·班朗（Suvanna Banlang） (坦坎Theng Kham) (1479-1485) 查卡帕之子
- 拉森泰·布瓦纳 （Lahsaenthai Puvanart） (1485-1495) 查卡帕之子
- 孙普王 （Somphou） (Samphou) (1495-1500) 拉森泰之子
- 維蘇納拉王 （Visunarath，明史称刀揽章) (1500-1520) 查卡帕之子
- 波迪萨拉一世 （Photisarath I） (1520-1548) 维苏之子
- 赛塔提拉一世（Setthathirat I）(1548-1571) 波迪萨拉之子，澜沧和兰纳之王
- 森苏林 （Saensurin） (1572-1574) 塞塔提腊大臣和将军，非王族血统
- Maha Oupahat (ruled under Burmese sovereignty) (1575-1580) 波迪萨拉之子，缅甸藩属
- 森苏林 （Saensurin） (ruled again after expelling the Burmese for a brief period of time) (1580-1582) 复位
- Nakhon Noi (ruled under Burmese sovereignty) (1582-1583) 森苏林之子，非王族血统

空位期 （Vacant，1583-1591)
- 诺胶·古曼 （Nokeo Koumanh） (1591-1596) 赛塔提拉之子
- 武拉旺萨·塔米加拉 （Voravongsa Thammikarath） (1596-1622) 赛塔提拉的外甥
- Upanyuvarat (1622-1623) 武拉旺萨之子
- 波迪萨拉二世 （Photisarath II） (1623-1627) 森苏林之孙，非王族血统
- 蒙·胶 （Mon Keo） (Mongkeo) (1627) 武拉旺萨之子
- 敦坎 （Tone Kham） (1627-1633) 武拉旺萨之子
- 维斋 （Vichai） (1633-1637) 武拉旺萨之子
- 苏里亚·旺萨 （Surinya Vongsa I） (1637-1694) 敦坎之子

## 川圹王国
- 坎桑（Kham Sanh，1651-1688）
- 甘兰（Kam Lan，1688-1700）
- 坎萨塔（Kham Satth，1723-1751）
- 翁洛（Ong Lo，1751-1779）
- 孙普（Somphou，1779-1803）
- 内（Noi，1803-1831）

被越南吞并（1832-1848）
- 波（Po，1848-1865）
- 翁（Ung，1866-1876）
- 坎迪（Khanti，1876-1880）
- 坎温（Kham Ngon，1880-1899）

## 分裂時期

### 占巴塞國王 (1700-1946)
占巴塞原為瀾滄王國的一部分，1700年脫離瀾滄另立一國。1904年，占巴塞國王被降為親王，但仍繼續統治原地區，直到1946年寮王國建立為止。
- 南·拉 Nan Rath/soysysamoun (1700 - 1713?)
- 諾加薩 Nokasad或Nokasat (1713 - 1738)
- 萨亚古曼 Sayakumane或Saya Kumane (1738 - 1791) (1725年至1738年代理朝政)
- 相·胶 Xiang Keo (1791)
- 費·那 Fay Na (1791 - 1811)
- 諾·蒙 No Muong (1811)
- 乍·努 Cha Nou (1811 - 1813)
- 馬·內 Manoi或Ma Noi (1813 - 1819)
- 泰國、越南占領時期 ( 1819.12 - 1821)
- 拉賈布·約 Rajabud Yo (1821 - 1827)
- 会 Hui (1827 - 1840)
- 纳 Nak (1840 - 1851) (会在位時期代理朝政)
- 布瓦 Boua (1851 - 1852 (代理)
- 泰國占領 (1852 - 1856)
- 坎·奈 Kham Nai (1856 - 1858)
- 朱 Chu (1858 - 1860) (代理)
- 泰國占領 (1860 - 1863)
- 坎·蘇 Kham Suk (1863 - 1900.7.28)
- 拉薩達奈 Ratsadanay (1900.7.28 - 1946.7，1904年11月22日被降為親王)
- 文翁·纳占巴塞 Boun Oum Na Champassak (1946.7 - 1946.8.27)

### 萬象國王 (1707-1828)
寮國分裂後，原瀾滄王國成為了萬象王國。1828年，萬象王國為泰國所吞併。
- 赛塔提拉二世 Setthathirath II (1707 - 1730)
- 翁隆 Ong Long (1730 - 1767)
- 翁本 Ong Bun (1767 - 1778) (第一次統治)
- 披耶·索普 Phraya Supho (1778 - 1780) (泰國派遣的總督)
- 翁本 (1780 - 1781.11) (第二次統治)
- 南塔森 Nanthasen (1781.11.21 - 1795.1)
- 因塔翁·赛塔提拉三世 Intharavong Setthathirath III (1795.2.2 - 1805.2.7) (1795年7月23日加冕)
- 阿努翁 Anouvong (1805.2.7 - 1828.11.12)

### 琅勃拉邦国王 (1707-1946)
分裂出來琅勃拉邦君主勢力薄弱，它被迫多次向暹羅、緬甸和越南進貢，1887年法國擊敗在琅勃拉邦的黑旗軍，成立法國在琅勃拉邦的殖民政府。
- 吉薩拉（Kitsarat，1707年–1713年），瀾滄國王蘇里亞·旺薩之孫。
- 翁坎（Ong Kham，1713年–1723年）
- 陶昂（Thao Ang，1723年–1749年），景基薩臘之弟。
- 因塔拉翁萨（Intharavongsa，1749年）
- 因塔蓬（Inthaphom，1749）
- 索迪加-戈曼（Sotika-Kuomane，1749年–1768年）（缅甸人，1765年–1768年）[1]
- 苏林亚翁二世（Surinyavong II，1771年–1787年）（缅甸人，1768年–1778年）[2]
- （暹罗占领，1791年–1792年）[2]
- 阿努鲁塔（Anurutha，1792年1月3日 - 179?年）（第一次）
- （暹罗占领，179?年-1794年6月2日)
- 阿努鲁塔（Anurutha，1794年6月2日-1819年12月31日）（第二次）
- 曼塔图拉（Manthaturath，1819年12月31日-1837年3月7日），阿努鲁塔之子。
- 温胶（Unkeo，1837年–1838年）（摄政）
- 苏卡-索姆（Sukha-Söm，1838年-1850年9月23日）
- 占塔-古曼（Chantha-Kuman，1850年9月23日-1868年10月1日)

| 王朝                                | 王朝 | 出生                                       | 婚姻                | 去世                             |
| ----------------------------------- | ---- | ------------------------------------------ | ------------------- | -------------------------------- |
| 温坎国王 12月15日 1872年 – 1887年   |      | 1811年 琅勃拉邦 曼塔图拉之子               | 王后Khamone 6个孩子 | 1895年12月15日 琅勃拉邦 84岁     |
| 1887年 - 1894年                     |      | 空位期                                     |                     |                                  |
| 扎卡林 12月15日 1895年–1904年       |      | 1840年7月16日 琅勃拉邦 温坎和Khamone之子   | 7个妻子 14个孩子    | 1904年3月24日 琅勃拉邦 64岁      |
| 西萨旺·冯国王 4月28日 1904年–1945年 |      | 1885年7月14日 琅勃拉邦 扎卡林和Thongsy之子 | 15个妻子 50个孩子   | 1959年10月29日 琅勃拉邦王宫 74岁 |

## 老挝王国 (1946-1975)
寮王國建立於1946年，這是首次寮國君主統治一個統一的寮國。1975年，寮王國政權被推翻，改為寮人民民主共和國，標誌著寮國歷史上600餘年君主制的終結。
| Monarch                                  | Monarch | Birth                                           | Marriages                              | Death                            |
| ---------------------------------------- | ------- | ----------------------------------------------- | -------------------------------------- | -------------------------------- |
| 西萨旺·冯国王 4月23日 1946年–1959年      |         | 1885年7月14日 琅勃拉邦 扎卡林和通西之子         | 15个妻子 50个孩子                      | 1959年10月29日 琅勃拉邦王宮 74岁 |
| 西萨旺·瓦达纳国王 10月29日 1959年–1975年 |         | 1907年11月13日 琅勃拉邦 西萨旺·冯和坎温一世之子 | 坎培王后 琅勃拉邦 1930年8月7日 5个孩子 | 1978年5月13日或1984年 桑怒 77岁  |